# Le Mesnil-Raoult
Le Mesnil-Raoult is een plaats en voormalige gemeente in het Franse departement Manche in de regio Normandië. De plaats maakt deel uit van het arrondissement Saint-Lô.

## Geschiedenis
De gemeente maakte deel uit van het kanton Torigni-sur-Vire todat dit kanton op 22 maart 2015 fuseerde met het kanton Tessy-sur-Vire tot het kanton Condé-sur-Vire. Op 1 januari 2016 werd de gemeente opgeheven en aangehecht bij de gemeente Condé-sur-Vire.

## Geografie
De oppervlakte van Le Mesnil-Raoult bedraagt 4,0 km², de bevolkingsdichtheid is 80,0 inwoners per km².
De onderstaande kaart toont de ligging van Le Mesnil-Raoult met de belangrijkste infrastructuur en aangrenzende gemeenten.

## Demografie
Onderstaande figuur toont het verloop van het inwonertal (bron: INSEE-tellingen).